# Camila Morgado
Camila Ribeiro da Silva (n. 12 aprilie 1975) este o actriță braziliană.
A studiat cu Monah Delacy și a absolvit Casa de Arte das Laranjeiras (CAL). La scurt timp după terminarea cursului, Camila sa mutat la São Paulo pentru a studia teatrul cu Antunes Filho. A acționat în multe lucrări ale 
celebrului regizor Gerald Thomas.
În 2003 a câștigat rolul principal în miniseria Șapte femei (portugheza pentru A Casa das Sete Mulheres), jucând personajul dulcei Manuela, invitat de regizorul Jayme Monjardim, care apare în cea mai mare parte a audienței în televiziunea braziliană. În 2004 a jucat Olga Benário, în filmul Olga, bazat pe cartea scrisă de Fernando Morais și regizată de Monjardim.

## Filmografie

### Televiziune
| 2003 | A Casa das Sete Mulheres    | Manuela de Paula Ferreira |
| 2004 | Um Só Coração               | Cacilda Becker            |
| 2005 | América                     | May                       |
| 2006 | JK                          | Ana Rosenberg             |
| 2007 | Faixa Comentada             | gazdă                     |
| 2008 | Dicas de Um Sedutor         | Cristina                  |
| 2008 | Casos e Acasos              | Juliana                   |
| 2008 | Faça Sua História           | Maníaca da Tesoura        |
| 2009 | Viver a Vida                | Malu Trindade             |
| 2011 | Amor em 4 Atos              | Selma                     |
| 2011 | Saia Justa                  | gazdă                     |
| 2012 | As Brasileiras              | Mãe Vitória               |
| 2012 | Avenida Brasil              | Noemia Buarque            |
| 2013 | O Canto da Sereia           | Mara Moreira              |
| 2013 | A Grande Família            | Cris                      |
| 2014 | Por Isso Eu Sou Vingativa   | Sara Xerxes               |
| 2014 | O Rebu                      | Maria Angélica            |
| 2014 | Gentalha                    | Lúcia                     |
| 2016 | A Lei do Amor               | Vitória Leitão            |
| 2018 | Malhação: Vidas Brasileiras | Gabriela Fortes (Gabi)    |

### Cinema
| 2004 | Olga                                           | Olga Benário      |
| 2005 | Vinicius                                       | Cititor de poezii |
| 2013 | Até que a Sorte nos Separe 2                   | Jane              |
| 2015 | Bem Casados                                    | Penélope          |
| 2015 | Até Que A Sorte Nos Separe 3: A Falência Final | Jane              |
| 2017 | Vergel                                         | femeie            |
| 2017 | O Animal Cordial                               | Verônica          |
| 2017 | Divórcio                                       | Noeli             |
| 2018 | Albatroz                                       | Renée             |